# Florin Niculescu
Florin Niculescu (ur. 8 lutego 1967 w Bukareszcie) – rumuński skrzypek pochodzenia romskiego.

## Życiorys
Pochodzi z grupy romskich lautari (Țigani lăutari), od pokoleń zajmujących się zawodowo muzyką. Ojciec i wuj Florina byli skrzypkami, matka pianistką, a siostra grała na wiolonczeli. Gry na skrzypcach uczył się od 4 roku życia. Dwa lata później rozpoczął naukę w szkole muzycznej Dinu Lipatti, a następnie w szkole muzycznej II stopnia imienia George Enescu. W tym czasie występował wraz z ojcem na weselach.
W 1980 po raz pierwszy usłyszał, jak gra skrzypek Stéphane Grappelli, który zafascynował Niculescu muzyką jazzową. W 1984 zdobył nagrodę jury na festiwalu skrzypcowym w Lublanie. Po upadku reżimu komunistycznego w Rumunii, stało się możliwe, aby spełnił swoje największe marzenie. W 1991 wyjechał do Paryża, aby spotkać się z Grapellim. Rozpoczął naukę w paryskim Konserwatorium, ale wbrew radom swoich nauczycieli stale występował w paryskich klubach. Do spotkania Niculescu z Grapellim doszło w 1994. Francuski wirtuoz był tak zachwycony młodym skrzypkiem z Rumunii, że zaproponował mu nagranie wspólnej płyty. Niculescu odmówił twierdząc, że nie zasługuje na taki zaszczyt. Grappelli nie chciał uczyć go gry na skrzypcach twierdząc, że Romowie mają fantastyczną naturalną technikę gry na instrumencie.
Od 1995 występował w zespole romskim, działającym w Paryżu. W 2001 został zaproszony przez francuskiego gitarzystę Biréli Lagrène do udziału w Gipsy Project. Występy w duecie z Lagrènem uczyniły go jednym z najbardziej rozpoznawalnych w Paryżu muzyków jazzowych. Nagrywając pierwsze albumy współpracował z tak znanymi muzykami, jak Jimmy Rosenberg, Angelo Debarre czy John McLaughlin. Współpracował także z wokalistami z kręgu muzyki pop - Charles’em Aznavourem, Patricią Kaas i Johnnym Halidayem. Do dziś jest uważany za jednego z najbardziej znanych skrzypków grających romski jazz (manouche)

## Dyskografia
- 1999: L’Esprit Roumain (wspólnie z ojcem, Corneliu Niculescu)
- 2000: Gipsy Ballad
- 2005: Djangophonie
- 2008: Florin Niculescu Plays Stéphane Grapelli